# Bartošovce
Bartošovce és un poble i municipi d'Eslovàquia. Es troba a la regió de Prešov, al nord del país. La primera referència escrita de la vila data del 1427.

## Demografia
| Godina             | 1994 | 2004   | 2014   | 2024   |
| ------------------ | ---- | ------ | ------ | ------ |
| Nombre de persones | 707  | 724    | 718    | 774    |
| Diferència         |      | +2,40% | −0,82% | +7,79% |

| Godina             | 2023 | 2024   |
| ------------------ | ---- | ------ |
| Nombre de persones | 758  | 774    |
| Diferència         |      | +2,11% |